# Kirkianella
Kirkianella là một chi thực vật có hoa trong họ Cúc (Asteraceae).

## Loài
Chi Kirkianella gồm các loài: